# Choszczno
Choszczno (antiguamente Arnswalde) es una localidad polaca del voivodato de Pomerania Occidental.

## Toponimia
Entre los nombres que ha recibido el lugar se encuentran los de Arnswalde y Choszczno.

## Geografía
La localidad se encuentra en una zona pantanosa, próxima a varios lagos.

## Historia
En la segunda mitad del siglo XIX era descrita como una ciudad de Prusia y de la provincia de Brandeburgo. Por entonces tenía contabilizada una población de unos 4500 habitantes.
En 1900 la población había aumentado a 8665 habitantes. A comienzos del siglo XX se mencionaba como único edificio significativo una iglesia de estilo gótico. Entre las actividades industriales se encontraban fundición de hierro, maquinaria y fabricación de telas, cerillas y almidón.